# Octonoba yoshidai
Octonoba yoshidai là một loài nhện trong họ Uloboridae.
Loài này thuộc chi Octonoba. Octonoba yoshidai được miêu tả năm 2006 bởi Tanikawa.